# Gnosonesima
Gnosonesima är ett släkte av plattmaskar som beskrevs av Reisinger 1926. Gnosonesima ingår i familjen Gnosonesimidae.
Släktet innehåller bara arten Gnosonesima borealis. Gnosonesima är enda släktet i familjen Gnosonesimidae.